# Charles Claser
Charles Claser, belgijski častnik, * 1901, † 1944.

## Življenjepis
Claser je bil vodja odporniške skupine Belgijska legija (Legion Belge). Nemci so ga 6. novembra 1942 aretirali in poslali v koncentracijsko taborišče Gross Rosen, kjer je 1944 umrl.